# Latourell, Oregon
Latourell là một khu vực chưa hợp nhất, trước đây là một thị trấn, nằm trong Quận Multnomah, Oregon, Hoa Kỳ trên Xa lộ Lịch sử Sông Columbia khoảng 8 dặm Anh (13 km) về phía đông của thành phố Troutdale và 5,5 dặm Anh (9 km) về phía đông Thác Multnomah. So sánh với thời ở đỉnh cao trong thập niên 1880, ngày nay nó gần như chỉ là một phố ma.

## Lịch sử
Thị trấn được đặt tên của Joseph "Frenchy" Latourell, người đã di cư đến Oregon trong thập niên 1850.  Latourell có một hãng buôn, một bàn cào cá và là một lái tàu trên sông Columbia.  Ông là bưu điện trưởng địa phương năm 1887.
Lúc ở điểm đỉnh, Latourell là một thị trấn lâm nghiệp. Nghề khai thác gỗ thương mại với phạm vi rộng lớn không xảy ra cho đến thập niên 1880. Trước đó, nhiều cư dân Hẻm núi sông Columbia cắt và đưa gỗ xuống các tàu hơi nước trên Sông Columbia.
Công viên Tiểu bang Guy W. Talbot ở tại đây, nằm dọc theo là một số nhà cửa của cư dân.  Thác Latourell, một phần của Công viên Tiểu bang Guy W. Talbot, ở gần đó trên đồi, và gần như được đặt tên theo tên thị trấn.